# Margaretha (soldaat)
Margaretha (? - Groningen (?), na 1611) was een soldaat in het Staatse leger. Ze vocht in 'manskleren' in de Nederlandse Opstand tegen de Spanjaarden. Hiermee is ze een van de eerste vrouwelijke soldaten uit de Nederlandse geschiedenis.

## Levensloop
Margaretha wordt beschreven door annalist Emanuel van Meteren. Hij beschrijft dat zij zeven jaar lang verkleed als man als soldaat had gediend. Ze vocht eerst als piekenier, later met een musket. Haar medesoldaten roemden haar heldhaftigheid bij het innemen van veel schansen bij Steenwijk en Groningen. Van Meteren beschrijft haar als 'een kloek ende onversaagd krijgsgezel, ja onder de adelborsten [werd] gerekend".
Margaretha trouwde met een trommelslager die zij in het leger ontmoette. Samen gingen ze ergens tussen 1599 en 1611 in Groningen wonen waar ze een winkel in 'vette waren' hadden. Margaretha zou een lied hebben geschreven waar ze andere vrouwen opriep ook als soldaat het vaderland te verdedigen; 'de jonge dochters tot de liefde des krijgs om het vaderland te beschermen bij haar exemple vermanende'.